# Air Botswana
Going Your Way
Air Botswana (code AITA : BP) est la compagnie aérienne nationale du Botswana.
Quand l’ancien protectorat du Bechuanaland devint indépendant en 1966 en devenant la république du Botswana, une compagnie nationale était envisagée mais rien ne s’est concrétisé pendant près de vingt ans. Après plusieurs années sous différents autres noms, c’est la création d'Air Botswana Corporation, en avril 1988, comme une compagnie nationale sous la tutelle du Ministry of Works, Transport and Communications (ministère du Travail, des Transports et des Communications) qui marque la véritable naissance de la compagnie actuelle.
En 1994, après des années de pertes, il fut décidé de réorganiser et de recapitaliser la compagnie, en vue d'une privatisation. Ce fut même le premier service public du Botswana à être ainsi privatisé. En mars 1997, la privatisation est enfin décidée avec l’accord du gouvernement - ce qui ne devint possible qu'en mars 2000 quand le Parlement a adopté le projet de politique de privatisation du Botswana (Paper N° 1 de 2000).
Le 11 octobre 1999, un pilote de la compagnie, seul à bord, se suicide en précipitant son ATR 42 (en) sur les deux autres avions du même type de la compagnie, stationnés sur l’aéroport international de Gaborone ; les trois ATR 42 d'Air Botswana sont détruits.
Elle est basée à l’aéroport international de Gaborone (Sir-Seretse-Khama), (code IATA : GBE • code OACI : FBSK).

## Destinations
- Botswana
  - Francistown
  - Gaborone
  - Kasane
  - Maun
- Afrique du Sud
  - Johannesbourg
- Zimbabwe
  - Harare
- Zambie
  - Lusaka

Elle dessert également la destination de Victoria Falls (ville proche des chutes Victoria sur le Zambèze).

## Flotte

### Flotte actuelle

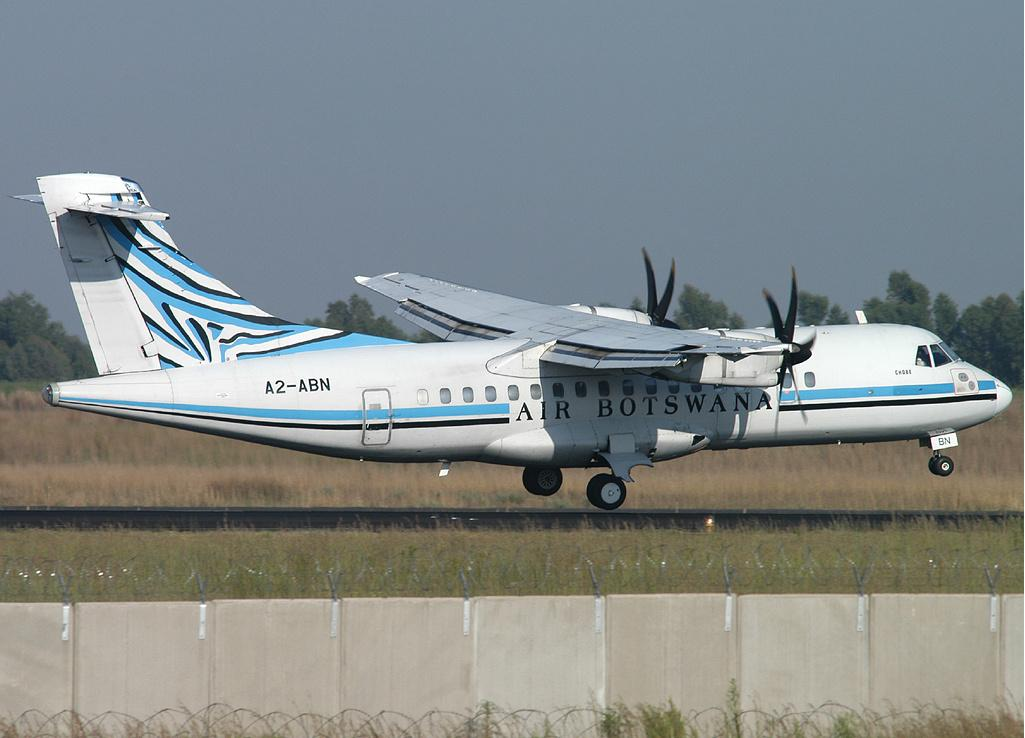
ATR 42 de la compagnie Air Botswana en 2007 à l’aéroport international de Gaborone.

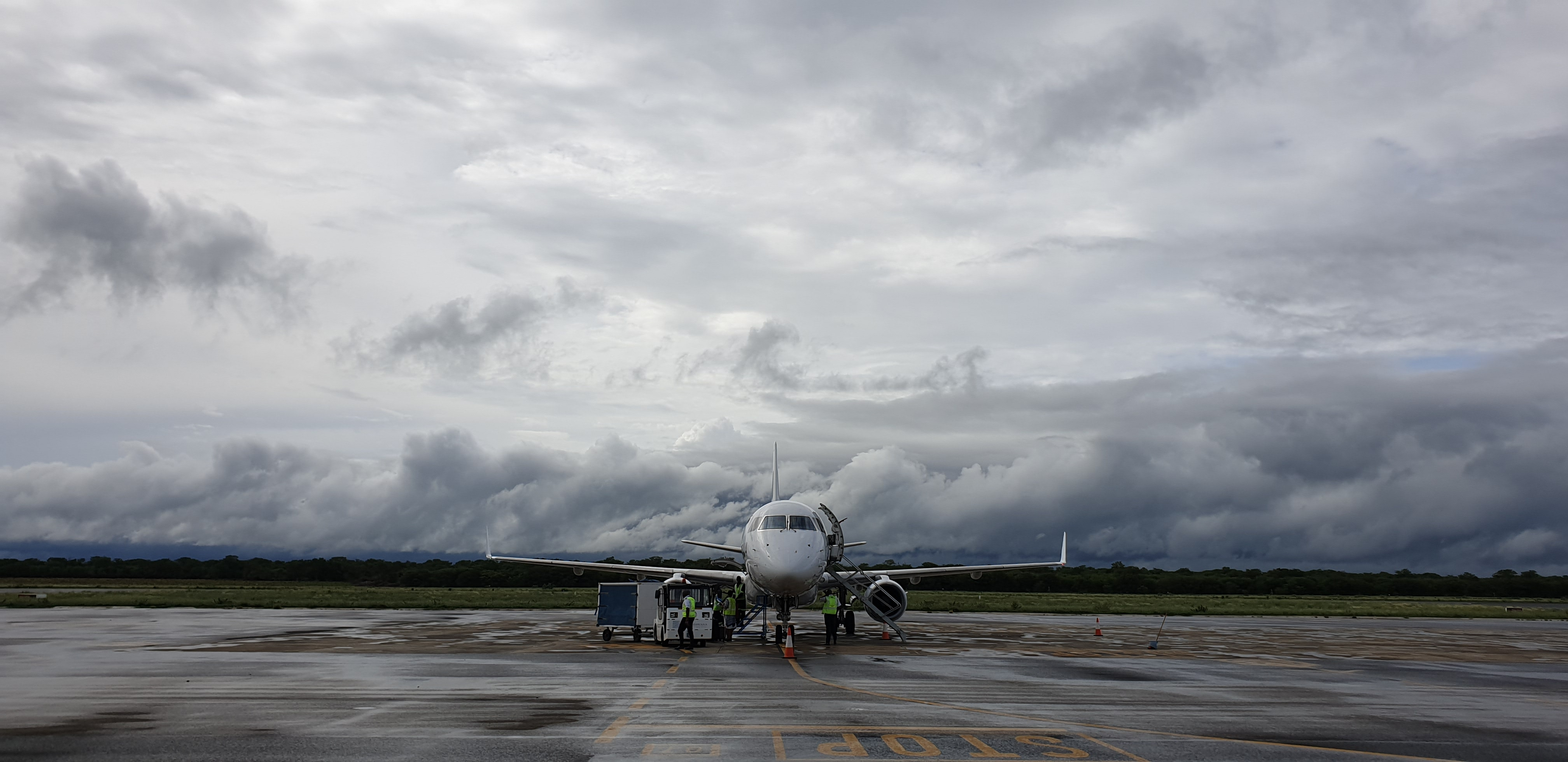
Embrar 170 à l’aéroport international de Kasane.

La flotte de la compagnie comprend (en novembre 2020) : 

### Ancienne flotte
La compagnie exploitait les avions suivants dans son historique :